# Електричні методи підвищення нафтовилучення
Електричні методи підвищення нафтовилучення

## Мета та завдання електричних методів підвищення нафтовилучення
Електрична обробка спрямована на поліпшення гідродинамічних характеристик привибійної зони свердловини. Основними завданнями є:
- Видалення парафінових, соляних та механічних відкладень із обсадної колони та фільтра.
- Відновлення проникності ущільненої зони пласта шляхом розігріву та електромеханічного впливу.
- Поліпшення капілярної провідності та рухомості рідин.
- Зниження в'язкості пластової нафти за рахунок локального нагрівання.
- Запуск або стимулювання припливу флюїдів у свердловині.
- Реактивація нерентабельних або законсервованих свердловин.
- Підвищення дебіту та зменшення періоду простою свердловин.

## Види електричної обробки
- Електронагрівальні методи

Застосовуються електронагрівальні елементи, індуктори або електроди, що подають струм безпосередньо в пласт. Вони забезпечують локальний нагрів до температури 100—400 °C. Це дозволяє усувати парафіни, гідрати, зменшувати в'язкість нафти та підвищувати тиск насичення газу.
- Імпульсно-електричне оброблення

Метод базується на подачі коротких імпульсів високої напруги (десятки кіловольт). У зоні дії утворюються електрогідравлічні розряди, які механічно руйнують цементаційні та колоїдні структури. Вплив має характер вибухового розширення, що сприяє утворенню тріщин.
- Електромагнітні хвилі (НВЧ)

НВЧ-генератори дозволяють генерувати хвилі з частотою 1–5 ГГц. Вони проникають у глибину породи, створюючи об'ємний нагрів. Це ефективно при роботі з низькопроникними або в'язкими колекторами. Метод дозволяє уникнути прямого контакту з пластом і застосовується на глибинах понад 2000 м.
- Електрохімічні методи

Електроди вводяться у свердловину, де під дією електроструму відбувається електроліз. Утворюються активні іони, які вступають у реакції з відкладеннями, модифікують склад вод і знижують міжфазну напругу. Це сприяє зменшенню гідродинамічного опору та поліпшенню припливу.
- Комбіновані методи

Поєднання кількох видів ЕОС, наприклад: електронагрів + хімічна промивка, або імпульсне оброблення + механічна очистка. Це дозволяє досягти вищої ефективності за рахунок взаємного посилення дій.